# Майданс

Сцена «Майдансу» на Майдані Незалежності

«Майда́н's» — танцювальне шоу виробництва студії «Квартал-95» і компанії «Star Media» на замовлення телеканалу «Інтер» спільно з Київською міською державною адміністрацією.

## Опис
У шоу брали участь команди з 12-ти найбільших міст України, в кожній з яких — сотні людей. Під керівництвом відомих хореографів учасники команди готують танцювальні постановки, які потім презентують на центральній площі столиці — Майдані Незалежності в боротьбі за звання Танцювальної Столиці України. Телеведучими шоу стали Тіна Кароль і Сергій Лазарєв.
12 міст були розбиті на шість пар. Щосуботи свої танцювальні номери представляють два міста. Тільки шість міст виходять до півфіналу. У фіналі залишаються тільки три. Вони змагаються між собою за звання танцювальної столиці України.
Танцювальна дуель двох команд відбувається у прямому ефірі на телеканалі «Інтер». Під час змагання працює телеміст з центральною площею кожного з міст-учасників, тому вболівальники можуть у прямому ефірі підтримувати своїх земляків.
Кожне змагання проходить у три етапи: карнавальна хода кожної команди на Хрещатику, індивідуальний танець кожної з команд та спільний танець двох команд (дві команди виступають одночасно під одну музичну композицію).
21 травня 2011 р. танцювальний проєкт «Майданс»(1-й сезон) завершився грандіозним гала-концертом. Танцювальною столицею України стало місто Кіровоград (нині — Кропивницький). Сам проєкт був офіційно визнаний наймасштабнішим телевізійним шоу і занесений до «Книги рекордів Гіннеса».

## 1-й сезон

### Телеведучі
- Тіна Кароль
- Сергій Лазарєв

### Журі
- Роман Віктюк
- Отар Кушанашвілі
- Мігель
- Запрошена зірка: (Анастасія Волочкова, Алла Духова)

### Хореографи
| - Євген Кулаковський (Львів) - Сергій Костецький (Хмельницький) - Тарас Чернієнко (Чернігів) - Олександр Євмешкін (Харків) - Денис Міргоязов (Дніпропетровськ) - Денис Стульніков (Запоріжжя) | - Сергій Тимченко (Севастополь) - Аліса Зайцева (Миколаїв) - Дмитро Дікусар (Одеса) - Олександр Лещенко (Кіровоград) — переможець. - Сергій Гуманюк (Донецьк) - Олена Шоптенко (Київ). |

## 2-й сезон

### Міста учасники
- Бориспіль
- Дніпродзержинськ
- Донецьк
- Запоріжжя
- Київ — перше місце
- Крим
- Львів
- Одеса
- Полтава-Комсомольськ
- Рівне — третє місце
- Суми
- Харків — друге місце
- Чернівці

### Журі
- Оксана Байрак
- Олександр Лещенко
- Отар Кушанашвілі
- Запрошена зірка: Філіпп Кіркоров, Дмитро Коляденко, Володимир Зеленський, Алла Духова

## Вартість
За оцінками експертів, вартість одного Майданс-шоу — 250—300 тисяч доларів.

## Рейтинги
У перших п'яти випусках шоу, частка аудиторії в середньому становила 14,2 % (вік 18+, міста 50+ тис.), при невпинному зростанні цього показника.